# Lalleyriat
Lalleyriat ist eine ehemalige französische Gemeinde mit zuletzt 261 Einwohnern (Stand 2013) im Département Ain in der Region Auvergne-Rhône-Alpes. Sie gehörte zum Arrondissement Nantua und zum gleichnamigen Kanton Nantua. Die Ortsbewohner von Lalleyriat heißen auf Französisch Lalleyriatiers bzw. Lalleyriatières.
Sie wurde mit Wirkung vom 1. Januar 2016 mit der früheren Gemeinde Le Poizat fusioniert und zur Commune nouvelle Le Poizat-Lalleyriat zusammengelegt.

## Geographie
Lalleyriat liegt auf 825 m, etwa zehn Kilometer nordwestlich der Stadt Bellegarde-sur-Valserine und 38 km östlich der Präfektur Bourg-en-Bresse (Luftlinie). Das Bauerndorf erstreckt sich im Haut-Bugey, im Jura, auf einer Verebnungsfläche am Nordfuß der Grande Montagne, südlich der tief eingeschnittenen Cluse de Nantua, eines Quertals durch die Juraketten.
Zu Lalleyriat gehörten der Weiler Le Burlandier (540 m) am Combet in der Cluse de Nantua sowie einige Einzelhöfe. Nachbarorte von Lalleyriat sind Charix und Saint-Germain-de-Joux im Norden, Châtillon-en-Michaille im Osten, Le Grand-Abergement im Süden sowie Le Poizat im Westen.

## Geschichte
Erstmals erwähnt wird Lalleyriat im 12. Jahrhundert als Grundbesitz des Klosters Nantua. Im 13. Jahrhundert ging das Dorf an die Herrschaft der Thoire-Villars über und kam mit dieser 1402 unter die Oberhoheit der Grafen von Savoyen. Mit dem Vertrag von Lyon gelangte Lalleyriat im Jahre 1601 an Frankreich. Zu einer Gebietsveränderung kam es 1827, als das Dorf Le Poizat von Lalleyriat abgetrennt und zur selbständigen Gemeinde erhoben wurde.

## Sehenswürdigkeiten
Die Dorfkirche Saint-Blaise von Lalleyriat wurde 1840 erbaut.

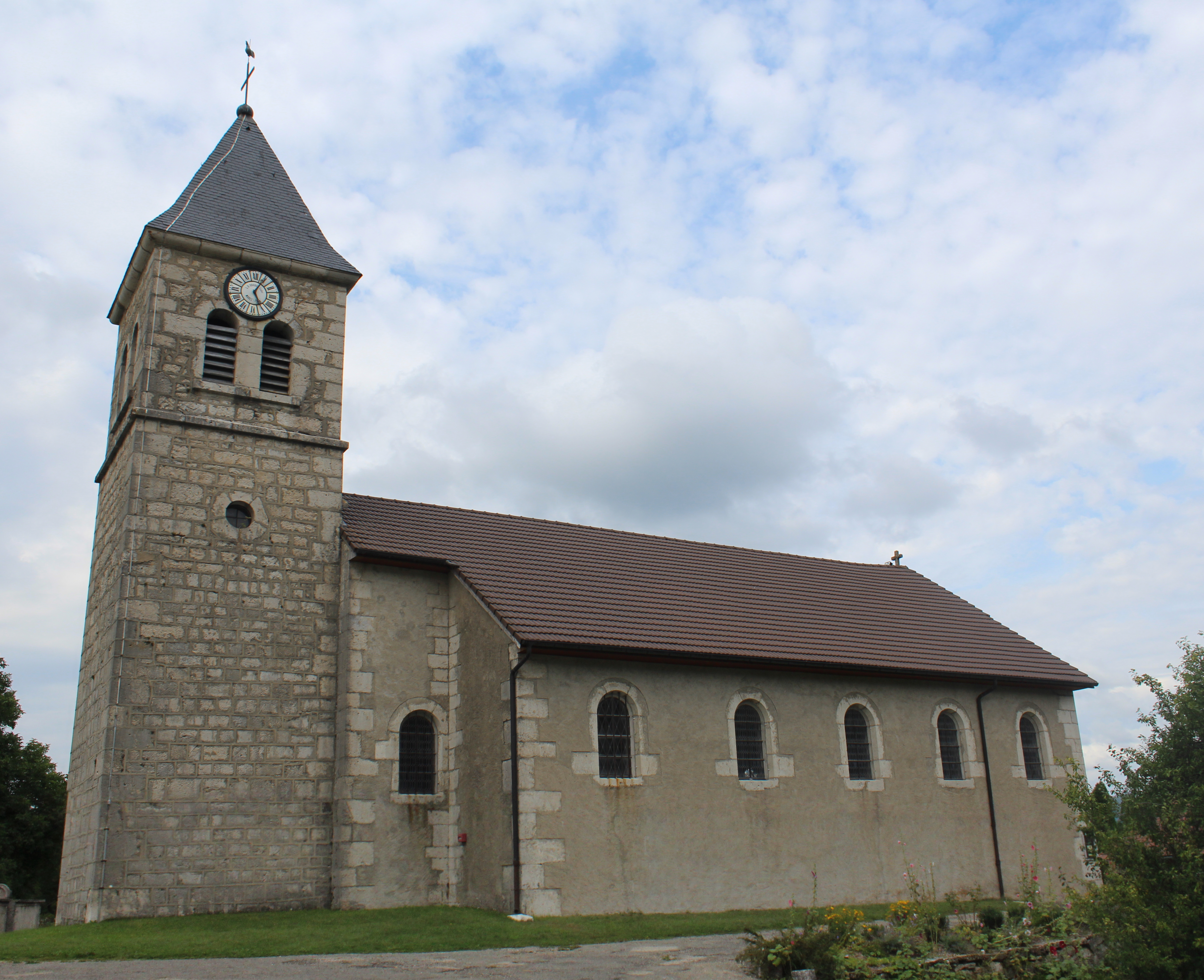
Kirche Saint-Blaise

## Bevölkerung
| Bevölkerungsentwicklung | Bevölkerungsentwicklung |
| Jahr                    | Einwohner               |
| ----------------------- | ----------------------- |
| 1962                    | 204                     |
| 1968                    | 185                     |
| 1975                    | 152                     |
| 1982                    | 142                     |
| 1990                    | 191                     |
| 1999                    | 195                     |
| 2006                    | 223                     |
| 2011                    | 248                     |

Nachdem die Einwohnerzahl in der ersten Hälfte des 20. Jahrhunderts markant abgenommen hatte (1886 wurden noch 420 Personen gezählt), wurde seit Beginn der 1980er Jahre wieder eine Bevölkerungszunahme verzeichnet.

## Wirtschaft und Infrastruktur
Lalleyriat war bis weit ins 20. Jahrhundert hinein ein vorwiegend durch die Landwirtschaft, insbesondere Viehzucht und Milchwirtschaft, sowie durch die Forstwirtschaft geprägtes Dorf. Daneben gibt es heute einige Betriebe des lokalen Kleingewerbes, unter anderem eine Sägerei. Viele Erwerbstätige sind auch Wegpendler, die in den größeren Ortschaften der Umgebung ihrer Arbeit nachgehen.
Im Winter profitiert Lalleyriat vom Tourismus, wenn auf den Hochflächen in der Umgebung Langlaufloipen gespurt werden. Im Sommer gilt die Landschaft um Lalleyriat als beliebtes Erholungsgebiet.
Die Ortschaft liegt abseits der größeren Durchgangsstraßen an einer Departementsstraße, die von Saint-Germain-de-Joux nach Le Grand-Abergement führt. Eine weitere Straßenverbindung besteht mit Charix. Der nächste Anschluss an die Autobahn A40, welche das Gemeindegebiet durchquert, befindet sich in einer Entfernung von rund acht Kilometern.